# Grib
 For alternative betydninger, se Grib (flertydig). (Se også artikler, som begynder med Grib)
En grib er en ådselædende rovfugl. Gribbene tilhører dels den gamle verdens gribbe i høgefamilien og dels vestgribbene. De to grupper af gribbe er ikke indbyrdes beslægtede. De tæller i alt omkring 21 arter. Gribbenes vingefang kan variere fra 1,5 til over 3 meter og de kan veje mellem 1,5 og 14 kg.
Gribbens navn menes at stamme fra det oldsemitiske ord krb (= kerub), der blev lånt ind i græsk i formen gryps eller grypos som betegnelse for de griffer, der dukkede op i græsk kunst i 600-tallet f.Kr. Latin overtog ordet i formen gryphus. Fra tysk Greif kom ordet ind i dansk i formen "grif", og fra plattysk grip kom det ind som "grib".

## I Danmark
Fire gribbearter forekommer i de sydlige eller central dele af Europa, og de er alle registreret som meget sjældent besøgende i Danmark: Gåsegrib, munkegrib, lammegrib og ådselgrib. På grund af bevarings- og genudsætningsprojekter er de europæiske bestande af de tre første arter stigende (billedet er mere blandet for ådselgribben i Europa), og specielt antallet af danske observationer af gåsegrib har også vist en klart stigende tendens i det sidste årti.
Derudover er den afrikanske Rüppels grib og den amerikanske kalkungrib også set i Danmark, men de anses for at være ikke-naturligt forekomne fugle, der er undsluppet fra fangenskab (enten i Danmark eller andre lande).